# Dika Akwa Nya Bonambela
Le prince Dika Akwa Nya Bonambela est un  anthropologue, né le 27 janvier 1933 à Douala où il meurt le 7 juillet 1995. C'est également un historien, juriste et homme politique camerounais. 
Travaillant dans le Laboratoire d'anthropologie juridique (Sorbonne), il a soutenu, en 1985, une thèse de doctorat d'État : Nyambéisme, pensée et mode d'organisation des négro-africains

## Publications
- Bible de la sagesse bantoue : choix d'aphorismes, devinettes et mots d'esprit du Cameroun et du Gabon, Paris, Centre artistique et culturel camerounais, 1955
- Évolution des structures politiques au cœur de l'Afrique du IX au XIXe siècle - éditions Beloté (1970)
- Anthropologie juridique du mariage en Afrique noire. Volume 1, les Ngala du Cameroun, Paris, Laboratoire d'anthropologie juridique, 1970
- Les Descendants des pharaons à travers l'Afrique, Yaounde, Osiris Africa ; Paris, diffusion Publisud, 1985
- Les Problèmes de l'anthropologie et de l'histoire africaines - éditions Clé Yaoundé (1982)
- Hommage du Cameroun au professeur Cheikh Anta Diop, Dika Akwa Nya Bonambela (sous la direction de), Nouvelles du Sud 37/38, Editions Panafrika / Silex / Nouvelles du Sud, Dakar, 2006  (ISBN 2912717353)
- Descendants: Doumbe, Jeki, la famille (dika) betote akwa